# La desaparició de l'Embry
 La desaparició de l'Embry  (original: Abandon) és un thriller estatunidenc dirigit el 2002 per Stephen Gaghan i doblat al català.

## Argument
Katie Burke és una brillant estudiant que acaba la seva tesi a la universitat. Dos anys abans, el seu amic Embry, un estudiant ric i ple de vida, ha desaparegut sense deixar rastre. Un policia, mig alcoholitzat, està encarregat d'investigar aquesta desaparició. Però aviat, Embry reapareix davant Katie ...

## Repartiment
- Katie Holmes: Katie Burke
- Benjamin Bratt: Wade Handler
- Zooey Deschanel: Samantha Harper, l'amiga de Katie
- Fred Ward: Tinent Bill Stayton
- Mark Feurstein: Robert Hanson
- Melanie Lynskey: Mousy Julie, la bibliotecària
- Philip Bosco: Professor Jergensen
- Gabriel Mann: Harrison Hobart, l'amic de Katie
- Will McCormack: August
- Gabrielle Union: Amanda Luttrell, l'amiga de Katie
- Greg Kramer: André
- Gillian Ferrabee: Susan
- Barry Julien: Ted
- Tony Goldwyn: Dr. David Schaffer
- Scott Faulconbridge: Jed
- Charlie Hunnam